# Terra Indígena Jaminauá/Envira
Jaminauá/Envira é uma terra indígena na Amazônia Legal com área de 81 mil hectares, localizada nos municípios brasileiros de Feijó (estado do Acre) e, é habitada pelos povos kulina e kampa, com uma população de 213 pessoas (IBGE 2022). Esta área faz parte da Floresta Nacional Santa Rosa do Purus, e está registrada no CRI e na Secretaria de Patrimônio da União (SPU) via decreto s/n de 11/02/2003.
Em 2007, os povos tradicionais, incluindo os indígenas, foram reconhecidas pelo Governo do Brasil, através da Política Nacional de Desenvolvimento Sustentável dos Povos e Comunidades Tradicionais (PNPCT), por terem o modo de vida ligado aos recursos naturais e ao meio ambiente de forma harmônica e o uso comunitário da terra. Reafirmando aos indígenas o direito a sua terra tradicional e a proteção do governo do Brasil. Assim a Fundação Nacional dos Povos Indígenas atua nesta TI através da Coordenação Regional "Baixo Tocantis" e do Distrito Sanitário Especial Indígena "Altamira".
O estado do Acre possui uma grande parte de sua área sendo Terras Indígenas e Unidades de Conservação. Sendo 35 TI reconhecidas, mas apenas 24 regularizadas pelo governo federal.

## Demarcação
A Constituição Federal do Brasil diz que as terras indígenas demarcadas devem ser: habitadas de forma permanente; ser a base das atividades produtivas indígena; local de reprodução física e cultural; e são demarcadas pela FUNAI conforme decreto 1775/1996: estudos de identificação e relatório feito por antropólogo e grupo técnico; o relatório é aprovado na Funai; o Ministro da Justiça declara os limites da região e a demarcação física; a Funai faz a demarcação; a demarcação é analisada e homologada pelo presidência da República; então é registrada no cartório de imóveis e na Secretaria de Patrimônio da União (SPU).
A identificação e delimitação da TI Jaminauá/Envira ocorreu a partir dos estudos determinados na Portaria 390/PRES/96 de 04/06/96. No entanto, o estudo ocorreu na T.I. Igarapé Anjo. Assim em 1990, quando divulgaram a listagem de Terras Indígenas a serem identificadas com Recursos do PPTAL (Projeto Integrado de Proteção das Terras e Populações Indígenas da Amazônia Legal) do programa de Conservação das Florestas Tropicais (PP-G7), a FUNAI não tinha informações seguras sobre a localização e a abrangência da área então ocupada, às margens do rio Envira, por um grupo de uma cisão ocorrida entre os Kulína habitantes das margens do Igarapé Anjo, na T.I. Kulína do Rio Envira. Precisando atender às solicitações informais de identificação deste novo grupo, junto a solicitação formal do antropólogo Abel de Oliveira Silva Kanaú para a identificação da área igarapé Anjo (Relatório do Projeto Igarapé Anjo, OPAN/ CIMI, Rio Branco - AC, 1981); assim foi listado temporariamente o nome T.I. Igarapé Anjo, até a identificação formal da terra. A TI Jaminauá/Envira está às margens do alto rio Envira, abrangendo a bacia do baixo e médio rio Jaminauá (município acreano de Feijó), vizinho às Terras Indígenas Kulína do Igarapé do Pau ao Norte e Leste e, ao Xinane ao Sul.

## Bioma
Esta TI está localizada na bacia hidrográfica do rio Juruá e faz parte do bioma Amazônico, composto exclusivamente pela vegetação de floresta ombrófila aberta (clima mais seco de 2 a 4 meses por ano).

## Organizações
Nesta área atuam duas organizações:
- Associação do Povo Ashaninka do Rio Envira (ASPARE), e;[1]
- Organização dos Povos Indígenas do Acre, Sul do Amazonas e Noroeste de Rondônia (OPIN).[1]

## Ameaças
A ocupação do vale do rio Juruá e de seus afluentes por populações não-indígenas, começou a ocorrer na década de 1850 no início do ciclo da borracha. À necessidade dos mercados dos Estados Unidos e da Europa, levam os governos das províncias do Pará e Amazonas e as casas aviadoras das capitais Belém e Manaus a incentivar a exploração da bacia e o envio de milhares de trabalhadores para explorar o látex. Resultando na fixação do seringueiro e os seringais, que causaram males aos indígenas do Acre. Iniciando uma guerra com as populações nativas, escravizando ou exterminando, por espaços para o empreendimento seringalista. Como as terras das bacias do Juruá à época pertenciam à Bolívia (Tratado de Ayacucho de 1867) também este junto com o Peru exploraram essas terras. Atividade que privilegiava o caucho, que não necessitava da fixação do seringueiro, mas foi tão violeta quanto. Assim, os indígenas ficaram sob duas frentes composta por pessoas modernamente armadas, que causaram um genocídio.
De acordo com Eduardo Viveiros de Castro. (Os Kulína do Alto Purus -Acre. Museu Nacional, RJ, 1978), diz que a área de origem do seu povo e da maior parte dos Madihá (origem comum) e no médio rio Juruá e seus afluentes. Onde os pequenos locais foram perseguidos por seringueiros e precisaram fugir para os altos rios da região.
Atualmente a TI é ameaçada por exploradores do tipo madeireiro e pescador. E de acordo com o projeto Monitoramento da Floresta Amazônica Brasileira por Satélite (PRODES) do Instituto Nacional de Pesquisas Espaciais (INPE), esta área sofreu desmatamento de 837 ha até o ano 2021.